# Belasting van niet-inwoners
De belasting van niet-inwoners, afgekort BNI, is in België de inkomstenbelasting die geheven wordt op de inkomsten van niet-rijksinwoners. Voor particuliere niet-inwoners is deze belasting nagenoeg identiek aan de personenbelasting, zoals die geldt voor rijksinwoners. Voor buitenlandse ondernemingen en instellingen is deze een doorslag van de vennootschapsbelasting of de rechtspersonenbelasting, zoals die respectievelijk gelden voor binnenlandse vennootschappen en binnenlandse verenigingen. Belastingverdragen die België gesloten heeft, kunnen ertoe leiden dat België zijn heffingsrechten niet of slechts deel kan effectueren.
Voor de belasting van niet-inwoners bedragen de opcentiemen 7.